# پالوکابیلدو
پالوکابیلدو (انگلیسی: Palocabildo) نام شهری در کشور کلمبیا است.